# WESP

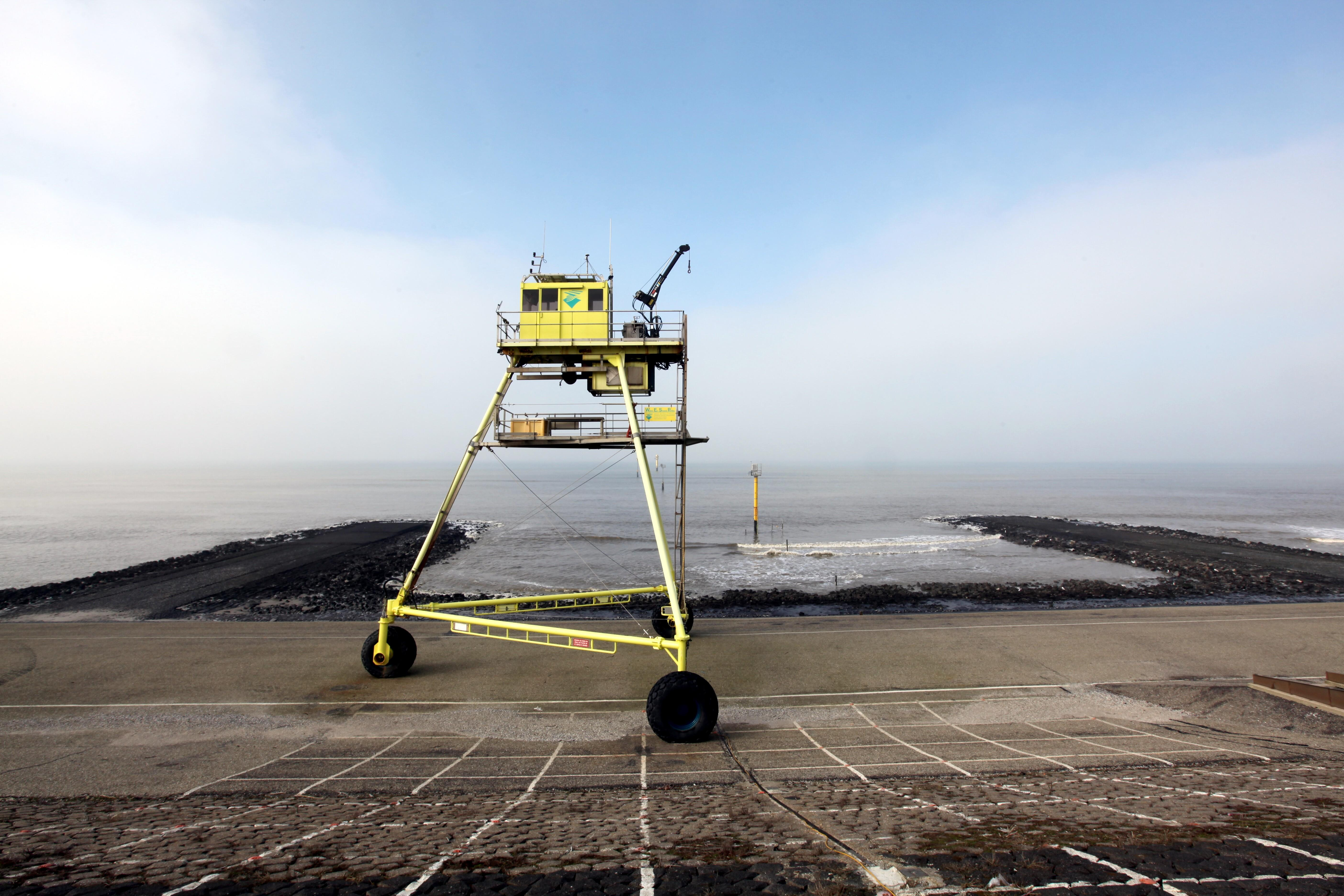

WESP (Water En Strand Profiler) ist ein niederländisches Messfahrzeug für die Kontrolle des Unterwasserbodens entlang der Küste. Das WESP ist fünfzehn Meter hoch und ähnelt in der Form einer Pyramide. Das Fahrzeug fährt in kreisenden Bewegungen über den Strand sowie bis in acht Meter tiefes Wasser.

## Aufbau
Das Fahrzeug wurde als Bestandteil des Programmes KUST 2000 vom Ministerium für Verkehr und Wasserwirtschaft der Provinz Nordholland in Zusammenarbeit mit dem Rijkswaterstaat Rijksinstituut voor Kust en Zee (RIKZ) entwickelt. Das Design basiert auf dem American Coastal Research Amphibious Buggy kurz CRAB, einem ähnlichen Fahrzeug der US Coastal and Hydraulics Laboratory.
Es besteht aus einem dreieckigen Grundgerüst aus drei 9,9 Meter langen Stahlträgern an dessen Ecken die drei Räder angeordnet sind sowie drei pyramidenförmig aufstrebenden Stahlträgern, an denen zwei Plattformen befestigt sind. Die obere Plattform auf einer Höhe von 11 Metern beherbergt das Führerhaus sowie den unterhalb angebrachten Dieselmotor mit Hydraulikpumpe. Diese versorgt die Hydraulikmotoren der drei Räder. Die Räder haben jeweils einen Durchmesser von 1,6 Metern, der Abstand der beiden Hinterräder beträgt 11 Meter. Um den Auftrieb von luftgefüllten Reifen zu vermeiden, sind sie mit flexiblem Polyurethane gefüllt. Die untere Plattform auf acht Metern dient als Arbeitsplattform bei Unterwasserarbeiten und dem Heben von Lasten mit dem oberhalb angebrachten Lastkran.
Der WESP ist mit einem DGPS-VPS sowie einem IXSea Octans Trägheitsnavigationssystem zur Positionsbestimmung ausgestattet, das die genaue Position aller drei Räder bestimmt.

## Einsatz
Mit einem Echolot werden Wasserhöhe und das Profil des Meeresbodens sowie des Ufers abgetastet. Die Daten werden von Geographen der Universität Utrecht verarbeitet. Mit Hilfe dieser Daten können sie errechnen, wo zum Beispiel ein Deich aufgeschüttet werden muss. Weitere Einsatzgebiete sind die Erforschung des Ökosystems sowie Wartungsarbeiten an der Wellenmessanlage in der Nähe von Petten.
Einige Abschnitte der niederländischen Küste bestehen aus Ton und Torf, der nur mit einer dünnen Sandschicht bedeckt ist. Besitzt die Sandschicht an einer Stelle ein Loch, so kann der WESP mit einem Rad sich darin festfahren. Das Befreien aus einer solchen Situation erforderte in einem Fall die Hilfe von einem Schwimmkran sowie zwei Bulldozern. Der WESP besitzt für diese Fälle spezielle Zugpunkte zum Anbringen der Seile.
Da sich das Fahrzeug nur schwierig transportieren lässt, konnte es bislang nur in einem sehr kleinen Küstenabschnitt eingesetzt werden. 2003 hat das Ministerium daher Firmen gebeten, eine Möglichkeit zu finden, den WESP über Wasser zu transportieren. Ein solches schwimmfähiges Fahrzeug wurde aber aufgrund von Finanzierungsschwierigkeiten noch nicht gebaut.